# زبان آیمارا
زبان آیمارا (Aymar aru) زبان مردم آیمارا در کوه‌های آند بولیوی است. شمار سخنوران این زبان در بولیوی حدود ۱٫۸ میلیون نفر و در پرو حدود ۶۰۰ هزار نفر است و این زبان یکی از معدود زبان‌های بومی آمریکا با بیش از یک میلیون نفر گویشور است.آیمارا، همراه با اسپانیایی و کچوا، یک زبان رسمی در بولیوی و پرو است. همچنین به میزان بسیار کمتری توسط برخی از جوامع در شمال شیلی صحبت می شود، جایی که این زبان یک زبان اقلیت شناخته شده است. آیمارا در کنار اسپانیایی زبان رسمی بولیوی و پرو و یکی از زبان‌های اقلیت شیلی است.

## تاریخچه کلی
برخی از زبان‌شناسان ادعا کرده‌اند که آیمارا با زبان‌های همسایه خود، کچوآ مرتبط است. این ادعا مورد اختلاف است. اگرچه در واقع شباهت‌هایی مانند واج‌شناسی تقریباً یکسان وجود دارد، اما موضع اکثریت در بین زبان‌شناسان امروزه این است که این شباهت‌ها به دلیل زندگی طولانی در کنار هم، به جای هم‌ریشه بودن این زبان‌ها، پدید آمده‌اند.
آیمارا زبانی پیوندی و تا حدی چندترکیبی است. ترتیب کلمات در جمله در این زبان نهاد-مفعول-فعل است.نام قومی «آیمارا» ممکن است در نهایت از نام گروهی گرفته شده باشد که در قسمت جنوبی منطقه ای که اکنون منطقه کچوا در زبان آپوریماک است، گرفته شده است.  صرف نظر از این، استفاده از کلمه "آیمارا" به عنوان یک برچسب برای این مردم در اوایل سال ۱۵۶۷ معمول بود، همانطور که از گزارش گارسی دیز د سان میگوئل از بازرسی او از استان چوکویتو (۱۵۶۷، ۱۴؛ به نقل از لافایه ۱۹۶۴) مشهود است. وی در این سند از واژه ایمرائس برای اشاره به مردم استفاده می کند. این زبان پس از آن Colla نام داشت. اعتقاد بر این است که کولا نام یک ملت آیمارا در زمان فتح بود و بعداً جنوبی ترین منطقه امپراتوری اینکاها کولاسویو بود. با این حال، Cerrón Palomino این ادعا را رد می کند و ادعا می کند که کولا در واقع سخنرانان پوکینا بودند که فرمانروایان تیواناکو در قرن اول و سوم بودند. این فرضیه حاکی از آن است که منطقه‌ای از نظر زبانی متنوع که توسط پوکینا اداره می‌شد، زبان‌های آیمارا را در منطقه جنوبی خود پذیرفتند.در هر صورت، استفاده از «آیمارا» برای اشاره به زبان ممکن است ابتدا در آثار وکیل، قاضی و باجگیر در پوتوسی و کوسکو، پولو د اوندگاردو رخ داده باشد. این مرد که بعدها به نایب السلطنه تولدو در ایجاد سیستمی کمک کرد که بر اساس آن جمعیت بومی برای ۲۰۰ سال آینده اداره شود، در سال ۱۵۵۹ گزارشی با عنوان "درباره نسب ینکاها و چگونگی گسترش فتوحات خود" نوشت؛ که در آن او مسائل مربوط به زمین و مالیات آیمارا تحت امپراتوری اینکاها را مورد بحث قرار می دهد. بیش از یک قرن گذشت تا اینکه «آیمارا» برای اشاره به زبانی که مردم آیمارا به آن صحبت می‌کردند، وارد کاربرد عمومی شد. در این بین از زبان آیمارا به عنوان "زبان کولا" یاد می شد. بهترین روایت از تاریخ آیمارا مربوط به سرون-پالومینو است که نشان می‌دهد نام قومی آیمارا، که از واژه گلوتونیوم آمده است، احتمالاً از واژه‌نامۀ کچوائیزه‌شده ayma-ra-y «محل دارایی مشترک» گرفته شده است. کل تاریخچه این اصطلاح به طور کامل در کتاب او، Voces del And و Lingüística Aimara تشریح شده است. این پیشنهاد که "آیمارا" از کلمات آیمارایی "جایا" (باستان) و "مارا" (سال، زمان) آمده است تقریباً به طور قطع یک ریشه شناسی عامیانه اشتباه است.

## پراکندگی جغرافیایی
تقریباً دو میلیون گویشور آیمارا در بولیوی، نیم میلیون در پروو و شاید چند هزار نفر در شیلی وجود دارد. در زمان فتح اسپانیا در قرن شانزدهم، آیمارا زبان رایج در منطقه‌ای بسیار بزرگ‌تر از امروز بود و بیشتر مناطق مرتفع پرو در جنوب کوسکو را در بر می‌گرفت. با گذشت قرن‌ها، گویشوران آیمارا به تدریج زبان خود را به اسپانیایی و کچوا تغییر داده‌اند. امروزه بسیاری از جوامع آیمارا زبان پرو و بولیوی به کچوا صحبت می‌کنند.

## واج‌شناسی

### واکه‌ها
آیمارا دارای ۳ واکه /a i u/ است که در بیشتر گویش‌ها هر یک دارای دو نوع بلندی هستند. واکه‌های بلند در نوشتار با یک دونقطه مشخص می‌شوند: ä, ï, ü.

### همخوان‌ها
آیمارا دارای همخوان‌های دولبی، دندانی/لثوی، کامی/پسالثوی، نرم‌کامی، زبانکی و چاکنایی است:
|         |        | دولبی | دندانی/لثوی | کامی/ پسالثوی | نرم‌کامی | زبانکی | چاکنایی |
| ------- | ------ | ----- | ----------- | ------------- | ------- | ------ | ------- |
| خیشومی  | خیشومی | m     | n           | ɲ             | (ŋ)     |        |         |
| انسدادی | بی‌واک  | p     | t           | t͡ʃ            | k       | q      |         |
| انسدادی | حلقی   | pʰ    | tʰ          | t͡ʃʰ           | kʰ      | qʰ     |         |
| انسدادی | پرانشی | pʼ    | tʼ          | t͡ʃʼ           | kʼ      | qʼ     |         |
| سایشی   | سایشی  |       | s           | (ʃ)           | (x)     | χ      | h       |
| ناسوده  | مرکزی  |       |             | j             | w       |        |         |
| ناسوده  | کناری  |       | l           | ʎ             |         |        |         |
| زنشی    | زنشی   |       | ɾ           |               |         |        |         |

## نوشتار
تلاش‌های بسیاری از سوی مبلغین اسپانیایی برای ایجاد یک سامانه نوشتاری برای آیمارا صورت گرفته‌است. منابع استعماری از سامانه‌های نوشتاری متنوعی استفاده می‌کردند که به شدت تحت تأثیر اسپانیایی بودند، یکی از گسترده‌ترین آن‌ها سامانه برتونیو بود. نخستین الفبای رسمی که برای آیمارا تصویب شد، در سال ۱۹۵۴ توسط کنگره سوم بومیان آمریکای مرکزی در لاپاز تأیید شد، اما ریشه آن را می‌توان از سال ۱۹۳۱ جستجو کرد. از آن پس الفباهای بسیاری برای نوشتن آیمارا پیشنهاد و رد شده‌اند. الفبای کنونی آن شامل این حروف است: А а, Ä ä, Ch ch, Chh chh, Ch' ch', I i, Ï ï, J j, K k, Kh kh, K' k', L l, Ll ll, M m, N n, Ñ ñ, P p, Ph ph, P' p', Q q, Qh qh, Q' q', R r, S s, T t, Th th, T' t', U u, Ü ü, W w, X x, Y y

## نمونه

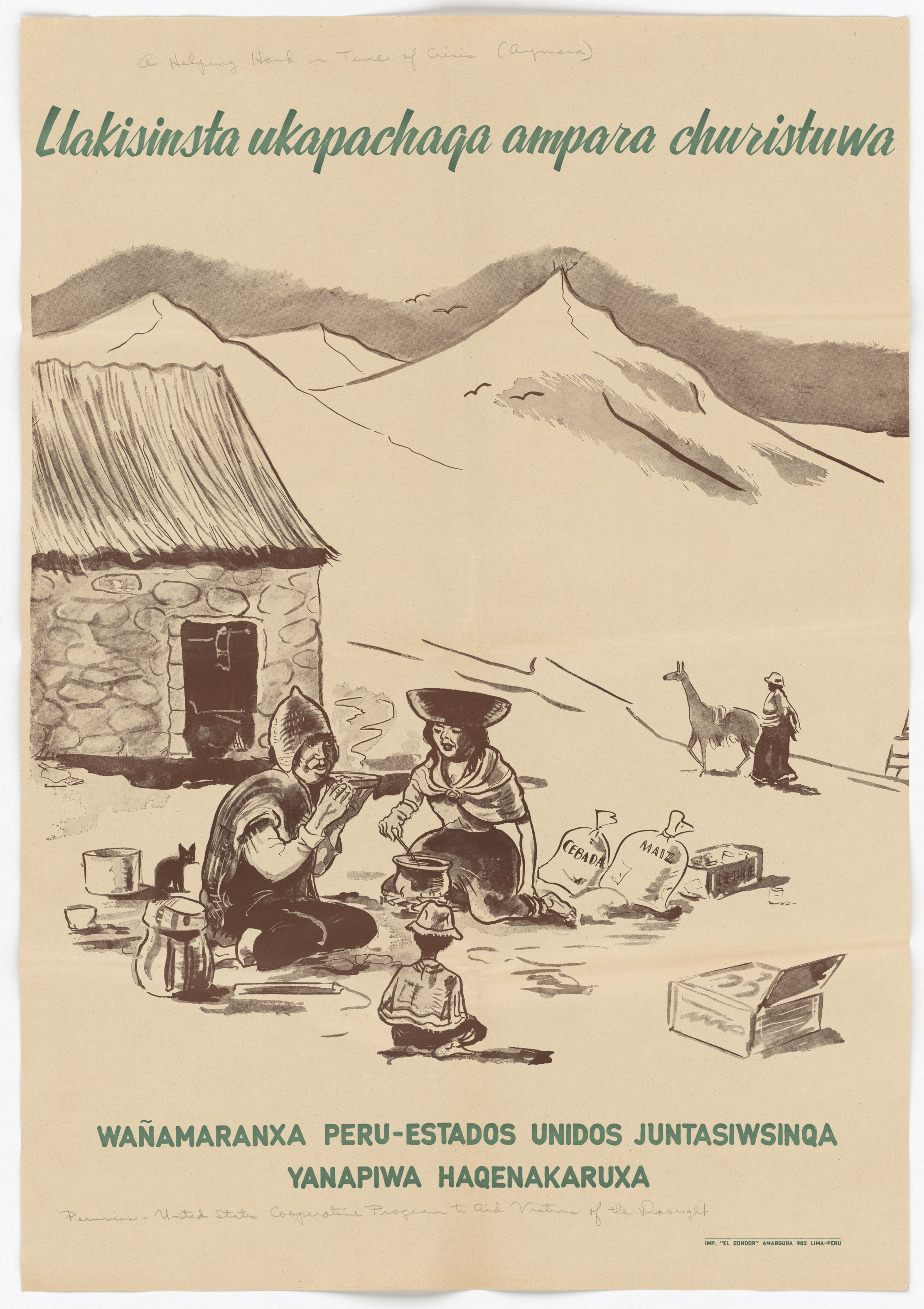

- "دست یاری در زمان بحران، از آژانس اطلاعات ایالات متحده، ۱۹۵۸ میلادی"

متن زیر نمونه ای از آیمارا، ماده ۱ اعلامیه جهانی حقوق بشر (توسط سازمان ملل متحد) است:
Taqi jaqinakaxa qhispiyata yuripxi ukhamaraki jerarquía ukhamaraki derechos ukanakana kikipa. Jupanakax amuyt’añampi ukat concienciampi phuqt’atapxiwa ukat maynit maynikamaw jilat kullakanakjam sarnaqapxañapa.taqi haqinakaχa qispjjata juipχi ukamaaki hiakia ukamaaki diitus ukanakana kikipa| hupanakaχ amujtʼaampi ukat kunsiinsiampi puqtʼatapχiwa ukat majnit majnkamaw hilat kuakanakham sanaqapχaapp /
ترجمه::
همه انسان ها آزاد به دنیا می آیند و از نظر جایگاه و حقوق برابر هستند. آنها دارای عقل و وجدان هستند و باید نسبت به یکدیگر با روحیه برادری رفتار کنند.

## نگارخانه

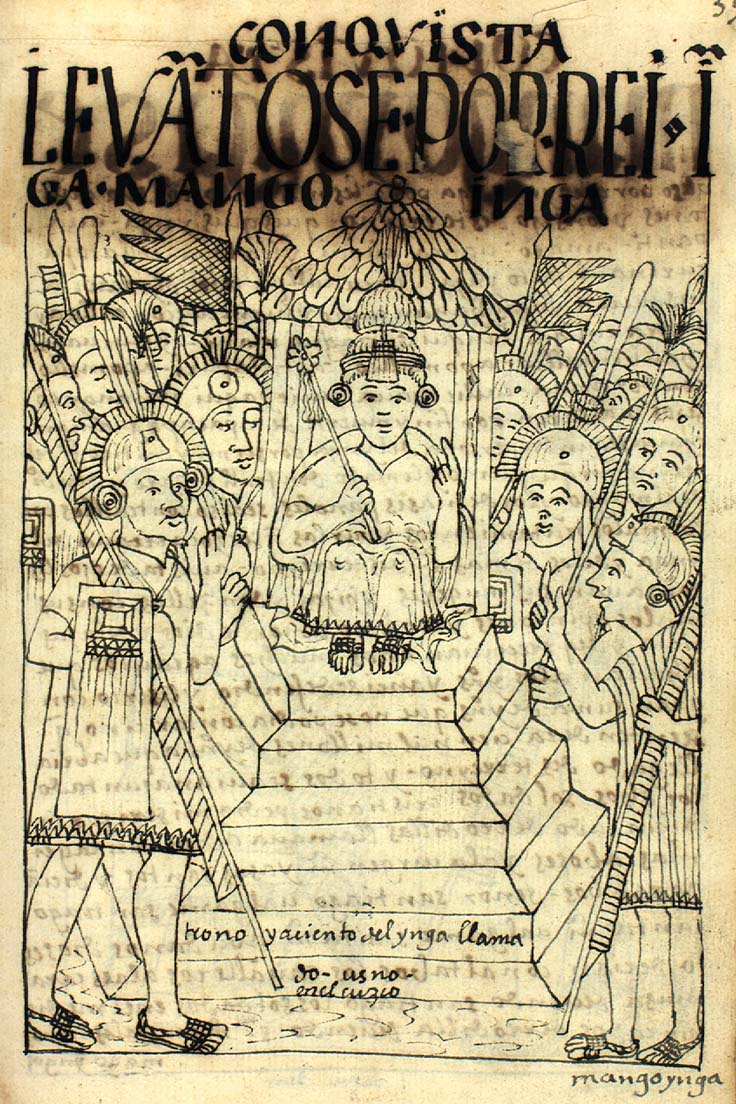

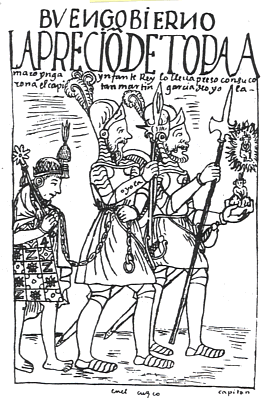
265 × 398px

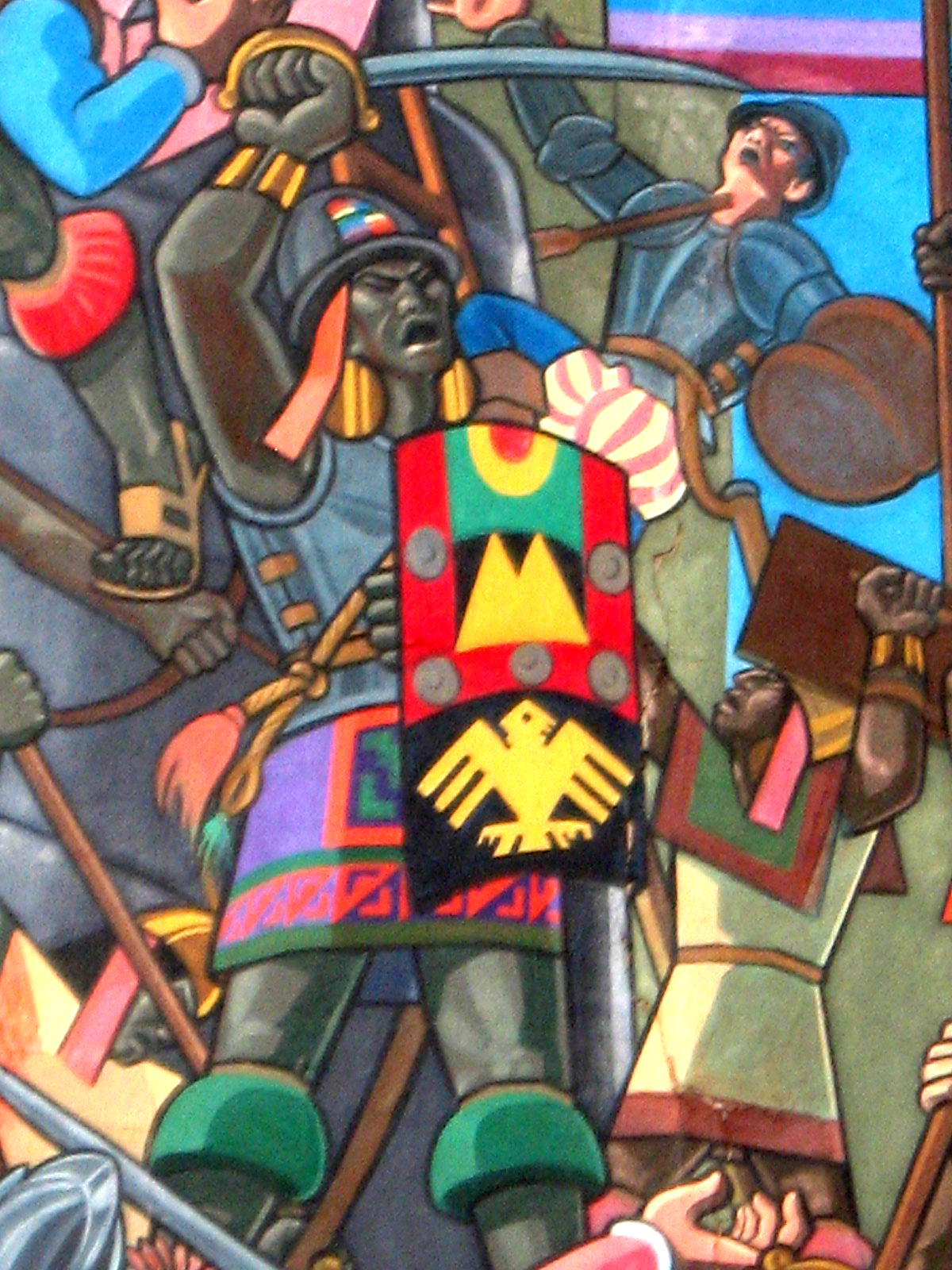
